# Château de Chevron
Pour les articles homonymes, voir Chevron.
Le château de Chevron est un ancien château fort, du XIVe siècle, possession de la famille de Chevron Villette, remanié au XVIIe siècle, qui se dresse sur la commune de Mercury dans le département de la Savoie en région Auvergne-Rhône-Alpes.
Le château est le centre d'une seigneurie ainsi que d'une châtellenie dans le cadre de l'organisation du comté de Savoie.
Le château fait l’objet d’une inscription partielle au titre des monuments historiques par arrêté du 17 mai 1982. Seules les façades et les toitures sont inscrites.

## Situation
Le château de Chevron est situé dans le département français de la Savoie sur la commune de Mercury, dans le bourg, derrière l'église.

## Histoire
Gérard, Gérald, Gherard, Gerardus ou Giroldus de Chevron ? (†1061), pape sous le nom de Nicolas II, et dont la filiation n'est pas prouvée, serait né à Chevron.
Le château fut construit par Humbert V de Chevron (1311-1366) en remplacement de celui de Châteaux-Vieux, distant de 4 kilomètres, détruit par un incendie en 1335. Selon Salch, le château appartiendrait au XIVe siècle au comte de Savoie. Le 30 janvier 1384, Humbert de Chevron est investi par le comte de Savoie, Amédée VII, des châteaux et mandements de Chevron et de Bonvillard. Le 7 novembre 1392, le comte de Savoie, Amédée VIII, accorde l'investiture du château de Chevron, du consentement de Bonne de Bourbon, comtesse de Savoie, sa mère et tutrice, à Humbert, seigneur de Chevron.
La mère de François de Sales, Françoise de Sionnaz, naît au château et Gaspard de Chevron Villette (†1630) est le dernier de la famille à y résider. Il passe à la famille de Valpergue par le mariage, en 1634, de la sœur de Gaspard, Jeanne-Françoise, avec Charles-François de Valpergue. Charles-Maurice de Valpergue, petit-fils de Charles-François, le vend, en 1684, à Philippe de Valpergue, son oncle. Ce dernier ayant épousé Catherine de Bertrand de Chamousset, fille du baron de Gilly, c'est leur fils, Guillaume qui en a la possession en 1713 ; parti en Piémont, il vend le château, en 1755, à François-Joseph de Sallier de La Tour, marquis de Cordon.
Le château, déclaré bien national est vendu, en 1792, à monsieur François Cléry.
François Moesne l'acquiert en 1828 et morcelle le domaine. Il vend une moitié du château à François Chevaillier et l'autre à François Revet ; les jardins et la grange sont eux vendus à monsieur Losserand. En 1831, Chevaillier en rachète la demi-part et devenu unique propriétaire le vend à la famille Dunand en 1836.
Durant près de deux ans, pendant la Seconde Guerre mondiale, la famille Dunand-Bénéteau, y a caché à ses risques et périls une famille juive de dix personnes ; tous ont survécu. La famille a été distinguée du titre de « Justes parmi les nations » de Yad Vashem et de l'État d'Israël en récompense de leur courageuse attitude.

## Description
Le château de Chevron a été construit au XIVe siècle et remanié au XVIIe siècle. La façade ouest a seule gardé des traces de son passé. La tour est percée à ses différents niveaux de meurtrières et sa façade s'éclaire par de larges fenêtres à meneaux. Les armes de la famille de Chevron Villette, qui en surmontent l'entrée principal et l'escalier à vis, peuvent être datés du XIVe siècle.
À la fin du XIXe siècle, on a détruit deux tourelles, placées devant le château à 20 m de celui-ci sur ses côtés nord-ouest et sud-ouest. Il reste, aujourd'hui, les vestiges de l'ancienne chapelle castrale, dédiée à sainte Catherine, dans une tour ronde situé à 10 m en devant de l'angle sud-est du château, où se faisait l’accès principal. Cette chapelle présente une voûte sur croisées d'ogive constitué de huit nervures et dont le sommet arbore une rosace en saillie. Elle s'éclaire par une fenêtre romane ; quant à la porte, elle a fait place à une cheminée. Une frise circulaire, dont il reste des traces, était peinte à la base du dôme.
Un bâtiment, au nord, distant de 40 m du château, abritait les caves, les écuries ainsi que les prisons.

## Châtellenie de Chevron
Le château de Chevron est le siège d'une châtellenie, dit aussi mandement (mandamentum). La châtellenie est constituée de sept villages.
Jacques Paquelet est mentionné comme châtelain et receveur de mars 1523 à mars 1531. Dans le comté de Savoie, le châtelain est un « [officier], nommé pour une durée définie, révocable et amovible »,. Il est chargé de la gestion de la châtellenie, il perçoit les revenus fiscaux du domaine, et il s'occupe de l'entretien du château. Le châtelain est parfois aidé par un receveur des comptes, qui rédige « au net [...] le rapport annuellement rendu par le châtelain ou son lieutenant ».

### Fonds d'archives
- Série : Comptes des châtellenies (1523-1531). Fonds : Comptes de châtellenie et de subsides; Cote : SA 8859-8863. Chambéry : Archives départementales de la Savoie (présentation en ligne).« Chevron »
- Série : Comptes des châtellenies (XIIIe siècle-XVIe siècle). Fonds : Inventaire-Index des comptes de châtellenie et de subsides; Cote : SA. Chambéry : Archives départementales de la Savoie (présentation en ligne).p. 242, « Chevron »